# Palem (Ulmera)
Palem ist ein osttimoresischer Ort im Suco Ulmera (Verwaltungsamt Bazartete, Gemeinde Liquiçá). Er liegt in der  Aldeia Nauner, südlich der nördlichen Küstenstraße, die Dili nach Liquiçá miteinander verbindet. Auf der anderen Seite befindet sich ein schmaler Sandstrand, das Ufer der Straße von Ombai. Westlich liegt in der Nachbarbucht das Dorf Gerohata, östlich schließt sich der Ort Kampungbaru an.